# Europaschutzgebiet Unter-Überlut

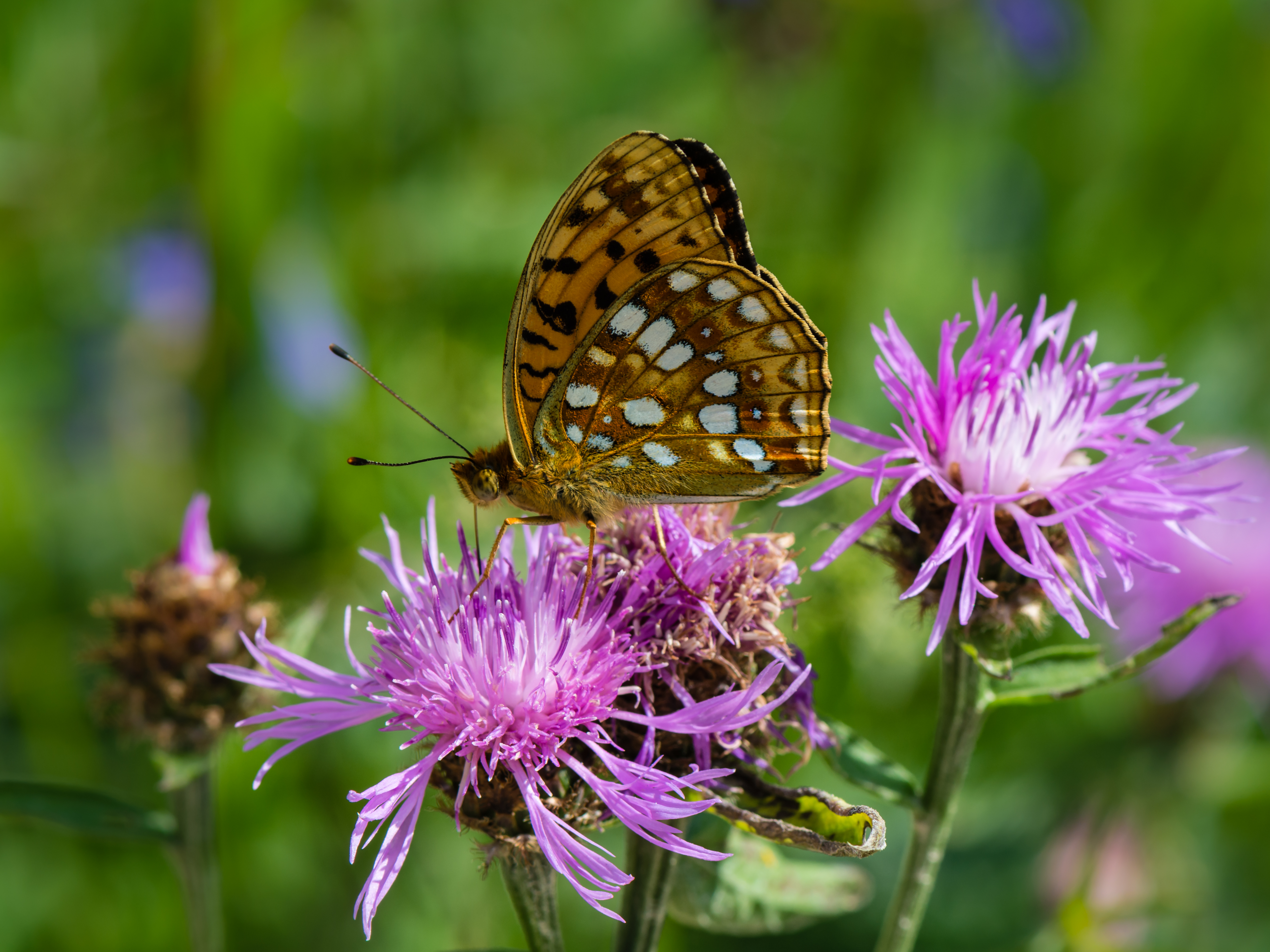
Wiesen-Flockenblume

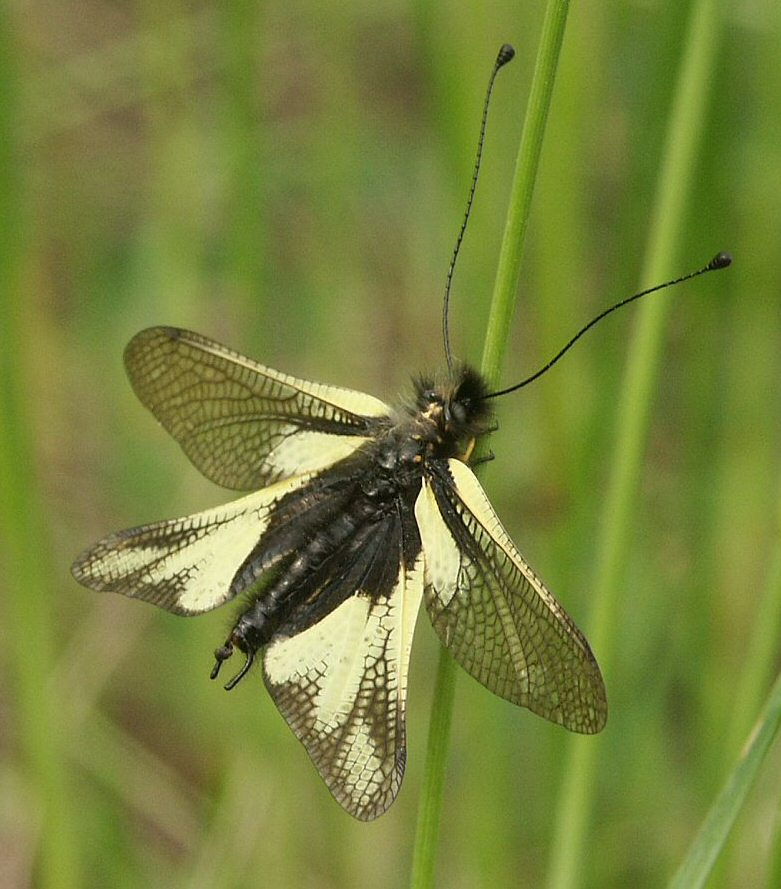
Libellen-Schmetterlingshaft

Das Europaschutzgebiet Unter-Überlut ist ein kleines Natura-2000-Gebiet im Großen Walsertal im österreichischen Bundesland Vorarlberg.

## Rechtliche Grundlage
Unter-Überlut wurde gemäß der Vorarlberger Naturschutzverordnung als Europaschutzgebiet mit einem Landesgesetz ausgewiesen. Grundlage für die Unterschutzstellung ist die Flora-Fauna-Habitat-Richtlinie 92/43/EWG (FFH-Richtlinie) der Europäischen Union.

## Geschichte
Das Große Walsertal war bis ins 14. Jahrhundert unbesiedelt und bis zur Baumgrenze bewaldet. Die Walser haben das Tal dann besiedelt und viele Flächen für die Landwirtschaft gerodet. Die Landwirtschaft ist bis heute sehr traditionell und damit sehr umweltschonend.
Unter-Überlut war bis 1951 ganzjährig besiedelt, heute wird es als Maisäß genutzt, einer Zwischenstufe zwischen Tal und Alpe (Dreistufenlandwirtschaft).
Im Jahr 2002 wurde Unter-Überlut als Europaschutzgebiet ausgewiesen.

## Schutzgüter und Erhaltungsziele
Schutzgüter und Erhaltungsziele sind:
1. Naturnahe Kalk-Trockenrasen und deren Verbuschungsstadien (prioritär: Besondere Bestände mit bemerkenswerten Orchideen)
2. Berg-Mähwiesen
3. Kalkreiche Niedermoore[6]

In den offiziellen Erhaltungszielen werden unter anderem erwähnt:
- Birkhuhn (Tetrao tetrix tetrix)
- Libellen-Schmetterlingshaft (Libelloides coccajus)
- Quendel-Ameisenbläuling (Phengaris arion)
- Zahntrost-Kapselspanner (Perizoma bifaciata)[6]

### Berg-Mähwiesen
Traditionelle Heuwiesen und ungedüngte Magerwiesen zählen zu den artenreichsten Lebensräumen Mitteleuropas, gemessen an den Arten pro Fläche sogar zu den artenreichsten weltweit. Die Bergwiesen in Unter-Überlüt sind besonders blumenreich, sie werden nur einmal, maximal zweimal pro Jahr gemäht. Dies führt zu einer enormen Vielfalt an Pflanzen und Tieren, darunter viele seltene und vom Aussterben bedrohte.
Die Bergmähwiesen sind großteils Goldhaferwiesen, unter anderem mit violett blühendem Wald-Storchschnabel.

### Kalkreiche Niedermoore
Die Moore und Feuchtwiesen werden für die Gewinnung von Stroh genutzt. Sie werden nicht gedüngt und einmal im Herbst gemäht. Hier gibt es besonders viele bedrohte Pflanzenarten.

### Naturnahe Kalk-Trockenrasen
Trockenrasen werden nicht gedüngt und nur einmal im Jahr gemäht. Auf diesen blütenreichen Wiesen kommen die Aufrechte Trespe, Wundklee, Kleiner Wiesenknopf, Ochsenauge, Wiesen-Flockenblume, Skabiosen-Flockenblume, Kleines Knabenkraut und Mücken-Händelwurz vor. Die beiden letzteren gehören zu den Orchideen.

## Lage
Unter-Überlut ist Teil des Biosphärenparks Großes Walsertal.

### Gebirge
Unter-Überlut liegt am Südhang der Zitterklapfengruppe, einer Untergruppe des Lechquellengebirges. Nördlich des Schutzgebiets befindet sich ein Grat mit den Bergen Zitterklapfen, Kilkaschrofen und Schöneberg.

### Region, Tal, Gewässer
Das Schutzgebiet liegt auf der Sonnenseite des Großen Walsertals. Der Talboden mit der Lutz liegt auf ca. 900 m Seehöhe, die Zitterklapfen sind 2403 m hoch. Unter-Überlut liegt auf 1100 bis 1450 m Höhe. Die Ober Überlütalpe liegt nordöstlich, jenseits des Bieschtobelbachs auf 1580 m Höhe.

### Politische Lage
Unter-Überlut liegt im Ortsteil Buchboden, dem hintersten Ort im Großen Walsertal. Das gesamte hintere Große Walsertal gehört zur Gemeinde Sonntag, Bezirk Bludenz.

## Ge- und Verbote
Es besteht ein Wegegebot, die ausgewiesenen Wege dürfen nicht verlassen werden. Blumen pflücken ist verboten. Es dürfen keine Abfälle zurückgelassen werden.